# Hospitalisation sans consentement
Pour les articles homonymes, voir HSC.
Une hospitalisation sans consentement peut être imposée à une personne lorsqu'elle n'est pas en mesure d'exercer son consentement et que son hospitalisation est considérée comme nécessaire par les médecins.
Cette définition ne concerne pas le cas d'une victime inconsciente, son hospitalisation relevant alors de l'urgence.
L'hospitalisation sans consentement concernait en 2015 en France 24 % des hospitalisations en psychiatrie (pour 40 % de ceux-ci, l'internement étaient suivies de soins ambulatoires forcés). La régularité de la mesure est dans de nombreux pays contrôlée par un magistrat. 

## Description
Une hospitalisation sans consentement est décidée lorsqu'un ou plusieurs psychiatres ou autre médecins pensent qu'un trouble mental empêche la personne de se prendre en charge, ou induit un comportement dangereux pour elle-même ou son entourage. Dans certains cas, concernant les mineurs, l'hospitalisation sans consentement peut être ordonnée pour des raisons purement somatiques, par exemple si les parents s'opposent aux soins de leur enfant par conviction religieuse ou philosophique alors que la vie de ce mineur est menacée par cette décision.
Le transport peut nécessiter des mesures de contention ou de sédation.

## Nations unies
Le Pacte international relatif aux droits civils et politiques dispose en son article 9 :
« 1. Tout individu a droit à la liberté et à la sécurité de sa personne. Nul ne peut faire l'objet d'une arrestation ou d'une détention arbitraire. Nul ne peut être privé de sa liberté, si ce n'est pour des motifs, et conformément à la procédure prévue par la loi.
2. Tout individu arrêté sera informé, au moment de son arrestation, des raisons de cette arrestation et recevra notification, dans le plus court délai, de toute accusation portée contre lui.
[…]
4. Quiconque se trouve privé de sa liberté par arrestation ou détention a le droit d'introduire un recours devant un tribunal afin que celui-ci statue sans délai sur la légalité de sa détention et ordonne sa libération si la détention est illégale. »

## Conseil de l'Europe

### Textes
L'article 5 de la Convention de sauvegarde des droits de l'homme et des libertés fondamentales dispose :
« 1. Toute personne a droit à la liberté et à la sûreté. Nul ne peut être privé de sa liberté, sauf dans les cas suivants et selon les voies légales :
- […] 1. s'il s'agit de la détention régulière d'une personne susceptible de propager une maladie contagieuse, d'un aliéné, d'un alcoolique, d'un toxicomane ou d'un vagabond ;
- 2. Toute personne arrêtée doit être informée, dans le plus court délai et dans une langue qu'elle comprend, des raisons de son arrestation et de toute accusation portée contre elle.
- […] 4. Toute personne privée de sa liberté par arrestation ou détention a le droit d'introduire un recours devant un tribunal, afin qu'il statue à bref délai sur la légalité de sa détention et ordonne sa libération si la détention est illégale.
- 5. Toute personne victime d'une arrestation ou d'une détention dans des conditions contraires aux dispositions de cet article a droit à réparation. »

Ce texte n'impose pas que l'internement soit décidé par une autorité judiciaire : en effet, la disposition de cet article selon laquelle « Toute personne arrêtée ou détenue, dans les conditions prévues au paragraphe 1.c du présent article, doit être aussitôt traduite devant un juge ou un autre magistrat habilité par la loi à exercer des fonctions judiciaires et a le droit d'être jugée dans un délai raisonnable, ou libérée pendant la procédure » s'applique uniquement aux personnes « arrêté[es] et détenu[es] en vue d'être conduit[es] devant l'autorité judiciaire compétente, lorsqu'il y a des raisons plausibles de soupçonner qu'[elles ont] commis une infraction ou qu'il y a des motifs raisonnables de croire à la nécessité de l[es] empêcher de commettre une infraction ou de s'enfuir après l'accomplissement de celle-ci ».

### Jurisprudence de la Cour européenne des droits de l'homme
- Arrêt De Wilde, Ooms et Versyp c. Belgique, 18 juin 1971[2] : Le tribunal mentionné à l'article 5 § 4 de la Convention doit être indépendant par rapport à l'exécutif et aux parties et fournir les garanties d'une procédure judiciaire.
- Arrêt Winterwerp c. Pays-Bas, 24 octobre 1979[3] : « on ne saurait évidemment considérer que l'alinéa e) de l'article 5 par. 1 (art. 5-1-e) autorise à détenir quelqu'un du seul fait que ses idées ou son comportement s'écartent des normes prédominant dans une société donnée. L'opinion contraire ne se concilierait pas avec le texte de l'article 5 par. 1 (art. 5-1) qui dresse une liste limitative » ** « [...] on méconnaîtrait le but et l'objet de l'article 5 (art. 5) [...] si l'on interprétait le paragraphe 4 (art. 5-4), lu dans son contexte, comme exemptant en l'occurrence la détention de tout contrôle ultérieur de légalité pour peu qu'un tribunal ait pris la décision initiale. Par nature, la privation de liberté dont il s'agit paraît appeler la possibilité de semblable contrôle, à exercer à des intervalles raisonnables. »
- Arrêt Ashingdane c. Royaume-Uni, 26 avril 1985[4] : « En principe, la détention d'une personne comme malade mental ne sera régulière au regard de l'alinéa e) du paragraphe 1 que si elle se déroule dans un hôpital, une clinique ou un autre établissement approprié à ce habilité. »
- Arrêt Johnson c. Royaume-Uni, 24 octobre 1997 : « Ce n'est pas parce que des institutions spécialisées ont constaté la disparition du trouble mental qui a motivé l'hospitalisation forcée d'un patient que celui-ci doit être automatiquement élargi sur-le-champ et sans conditions pour reprendre une vie normale dans la société. »
  - « Une interprétation aussi rigide de cette condition limiterait de manière inacceptable la liberté de jugement des autorités lorsqu'elles évaluent, en fonction de l'ensemble des circonstances propres à chaque cas, si pareille libération servirait au mieux les intérêts du patient et de la collectivité où il doit retourner vivre. Il faut aussi tenir compte de ce qu'en matière de maladie mentale, il est impossible d'établir sans aucun risque d'erreur si la disparition des symptômes d'une maladie vaut confirmation d'une guérison totale. »
- Arrêt Varbanov c. Bulgarie, 5 octobre 2000[5] : « Dans certains cas, le contrôle juridictionnel peut se trouver incorporé à la décision d'internement si celle-ci est prise par un organe constituant un « tribunal » au sens de l'article 5 § 4 de la Convention. Pour constituer un « tribunal », une autorité doit être indépendante de l'exécutif et des parties. Elle doit aussi fournir les garanties fondamentales de la procédure appliquées en matière de privation de liberté. »
  - « Si la procédure suivie par l'organe compétent qui ordonne l'internement ne fournit pas ces garanties, l'État doit permettre un recours effectif à une seconde autorité présentant toutes les garanties d'une procédure judiciaire. L'intéressé doit avoir accès à un tribunal et avoir l'occasion d'être entendu lui-même ou moyennant une certaine forme de représentation »
- Arrêt D.N. c. Suisse, 29 mars 2001[6] : Le tribunal prévu par l'article 5 § 4 de la Convention doit être impartial.
- Arrêt R.L. et M.-J.D. c. France, 19 mai 2004[7]: Violation de l'article 5 § 1 de la Convention en raison du maintien, sans justification médicale, d'une personne pendant 6h30 à l'infirmerie psychiatrique de la préfecture de police de Paris; mais justification, au regard de la Convention, de son transfert à l'IPPPP en raison de l’indécision du premier médecin l’ayant examinée.
- S.U. c. France, 10 octobre 2006, 23054/03 : Délai excessif de jugement.

## Organisation mondiale de la santé
L'Organisation mondiale de la santé, basée sur les « Principes pour la protection des personnes atteintes de maladie mentale et pour l'amélioration des soins de santé mentale (Principes MI) » adoptés par l'Assemblée générale des Nations unies en 1991, recommande comme garantie supplémentaire pour protéger les droits des personnes détenues involontairement, recommandent que deux médecins indépendants, qui examinent les patients séparément et indépendamment, procèdent à l'évaluation.
Il est avancé qu'une personne jugée inapte à prendre des décisions concernant son admission dans un établissement de santé mentale peut encore conserver la capacité de prendre des décisions concernant son traitement, et que le traitement involontaire, hors d'une période d'urgence que la législation de certains pays ne doit pas dépasser soixante-douze heures, viole les principes fondamentaux des droits de l'homme. Par exemple, l'observation générale 14 à l'article 12 du Pacte international relatif aux droits économiques, sociaux et culturels prévoit que le droit à la santé comprend le droit de ne pas être soumis à un traitement médical involontaire.
Un traitement thérapeutique involontaire ne peut pas être justifié sous prétexte d'une prise en charge prolongée en hôpital psychiatrique, sans raisons médicales. Il est conseillé d'obtenir le consentement éclairé du patient ou de ses représentants.
Une personne nécessitant seulement une prise en charge (custodial care) ne doit pas être placée dans un établissement psychiatrique en tant que patient involontaire.
Il est également important de prendre en compte le principe de « l'environnement le moins restrictif ». En d'autres termes, une personne ne peut pas être admise si d'autres alternatives moins restrictives, telles que les soins communautaires, peuvent être utilisées.
L'Organisation mondiale de la santé cite une association d'usagers - survivants de la psychiatrie, Mindfreedom International, dont la position est l'interdiction des « traitements forcés » et de l'hospitalisation sans consentement.

## Par pays

### Australie

#### État de Victoria
La procédure d'internement est administrative et non judiciaire. Les recours sont examinés par une commission spécialisée (Mental Health Review Board), semblable aux Mental health review tribunals britanniques, siégeant en général en formation de trois membres (dont un juriste, qui la préside, et un psychiatre). La procédure présente des points notables (par comparaison avec la France, par exemple) :
- Les audiences se tiennent dans l'hôpital (ce qui permet au patient et à son médecin d'y assister tous deux, et donc de fournir directement les informations nécessaires) ;
- les patients parlant mal l'anglais ont droit à un interprète ;
- le patient peut être assisté par un avocat ou par un proche ;
- le patient a le droit d'obtenir la communication de son dossier (au moins 24h ou 48h avant l'audience), et on ne peut lui refuser la communication de certaines pièces qu'avec l'autorisation de la commission elle-même ;
- même en l'absence de recours du patient, la commission statue sur chaque cas dans les 8 semaines après l'admission (ce qui résout, au moins en partie, les problèmes liés au manque d'information du patient sur l'existence et les modalités d'exercice du droit de recours) ;
- la commission se prononce sur la validité des diagnostics et sur la nécessité du traitement ;
- la commission publie sa jurisprudence (dont une partie figure sur son site[9]).

### Belgique
En Belgique, on n'emploie plus le terme de « collocation », mais l'expression « mise sous mesure de protection ».

#### Textes de référence
- Code civil [10], Titre XI, De la majorité, de l'administration provisoire, de l'interdiction et du conseil judiciaire.
- Loi du 1er avril 1960 relative aux centres psycho-médico-sociaux[11]
- Arrêté royal du 13 août 1962 organique des centres psycho-médico-sociaux[12]
- Loi de défense sociale à l'égard des anormaux, des délinquants d'habitude et des auteurs de certains délits sexuels (1er juillet 1964)[13]
- Loi 90-527 du 26 juin 1990 relative à la protection de la personne des malades mentaux.
- Arrêtés royaux du 10 juillet 1990 :
  - Arrêté royal du 10 juillet 1990 fixant les normes d'agrément applicables aux associations d'institutions et de services psychiatriques.
  - Arrêté royal du 10 juillet 1990 fixant les normes pour l'agrément spécial des maisons de soins psychiatriques.
  - Arrêté royal du 10 juillet 1990 fixant les normes d'agrément des initiatives d'habitation protégée pour les patients psychiatriques.
- Décret de la Commission communautaire française du 27 avril 1995 relatif à l'agrément et aux subventions des services de santé mentale.
- Décret de la Région wallonne du 4 avril 1996 organisant l'agrément et le subventionnement des services de santé mentale.
- Décret de la Communauté française du 20 décembre 2001 relatif à la promotion de la santé à l'école.

### États-Unis
La Cour suprême des États-Unis, dans l'arrêt Baxstrom v. Herold (en), a jugé que l'hospitalisation sans consentement après une peine de prison sans la même revue devant jury qui était disponsible en l'État de New York aux personnes qui n'était emprisonné et étaient les sujets des procédures judiciaires pour garder en établissement a violé le droit de égale protection. Dans l'arrêt Jackson v. Indiana, la Cour a déterminé que le droit à un procès en bonne et due forme est violé si un État garde dans un établissement de santé une personne indéfiniment sans son consentement seulement en raison de son incapacité à subir un procès. La Cour, dans l'arrêt de principe O'Connor v. Donaldson, a décidé qu'il est inconstitutionnel pour un État de garder en établissement une personne capable de survivre librement en sécurité, soit par elle-même ou avec l'assistance de personnes responsables parmi ses amis ou les membres de sa famille. Dans Addington v. Texas, la Cour a jugé que l'État doit prouver, par des preuves claires et convaincantes, qu'une personne a une maladie mentale et que la garde psychiatrique est nécessaire pour son bien-être et le bien-être des autres, avant qu'il ne puisse être gardé en établissement sans son consentement. Dans Foucha v. Louisiana, la Cour suprême a jugé qu'une personne qui a été acquittée seulement pour cause d'aliénation mentale, et qui n'a plus de maladie mentale, ne peut pas être gardée en établissement de santé sans son consentement.

### France

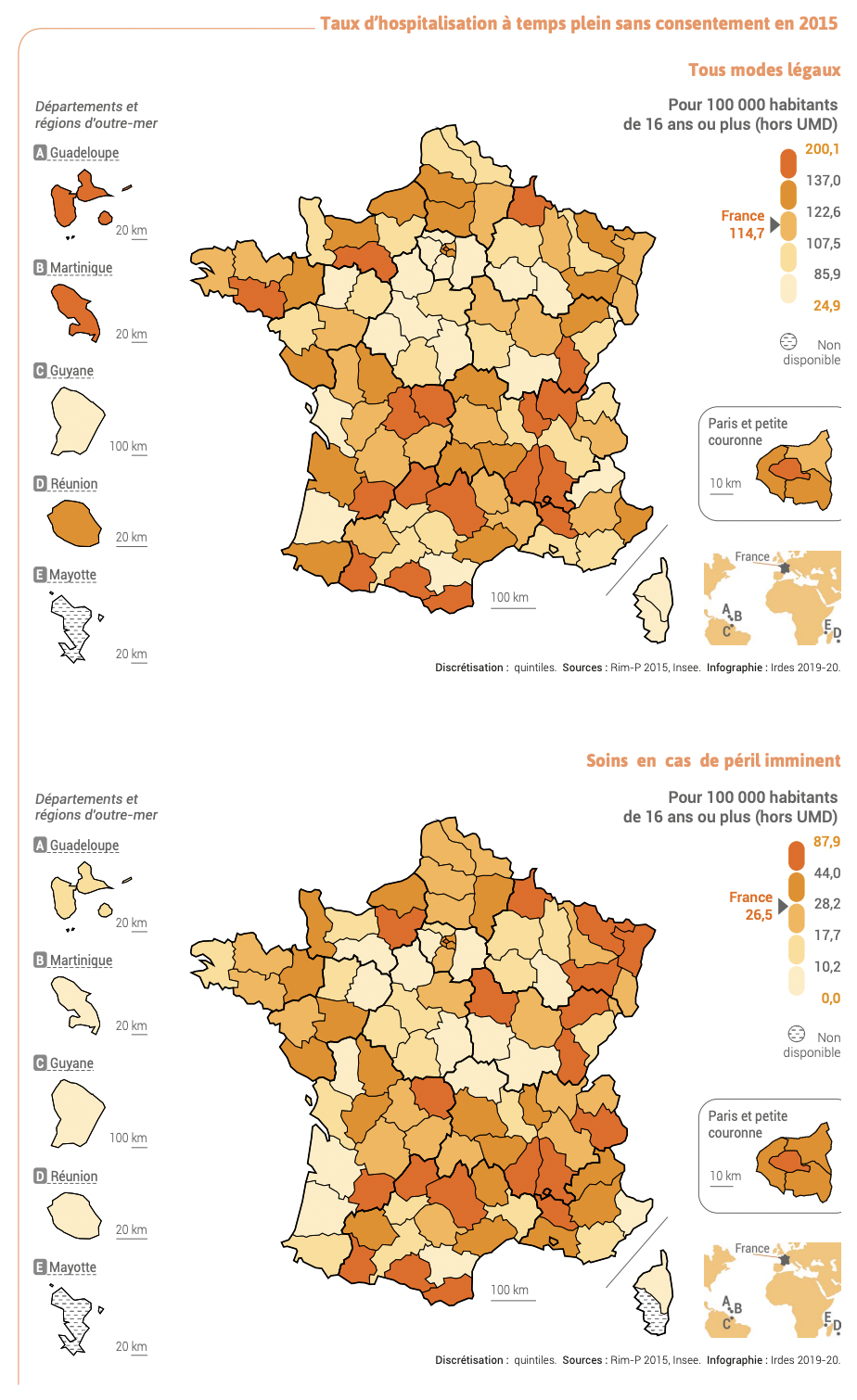
Taux d'hospitalisation à temps plein sans consentement en 2015

En France, depuis la loi du 5 juillet 2011, le terme « hospitalisation sans consentement », qui était en vigueur depuis la loi du 27 juin 1990, a été remplacé par celui d'admission en soins sans consentement. Ces textes sont repris dans les articles L.3211-1 à L.3215-4 du Code de la santé publique.
Ces textes définissent de façon restrictive le champ d'application des mesures d'admission en soins sans consentement. Deux possibilités se présentent : la demande émane d'un tiers, le plus souvent un membre de la famille, et l'on parle de « soins psychiatriques à la demande d'un tiers » (SPDT), ou la demande émane d'un représentant de l'État, c'est-à-dire le maire ou le préfet, et il s'agit de « soins psychiatriques sur décision du représentant de l'État » (SPDRE).

#### Soins à la demande d'un tiers
L'admission en soins à la demande d'un tiers ou en cas de péril imminent (SPDT, ancien HDT), effectuée lorsque le malade ne peut exprimer son consentement et que son état mental impose des soins immédiats et une surveillance constante en milieu hospitalier, ces deux conditions sont préalables et obligatoires pour l'admission. Trois possibilités pour admettre une personne en SDT :
- l'admission classique : une demande de tiers manuscrite (par un membre de la famille du malade ou par une personne justifiant de l'existence de relations avec le malade antérieures à la demande de soins et lui donnant qualité pour agir dans l'intérêt de celui-ci, à l'exclusion du personnel soignant exerçant dans l'établissement prenant en charge la personne malade) et deux certificats médicaux à l'appui dont un au moins établi par un médecin extérieur à l'établissement d'accueil
- l'admission en cas de péril imminent : lorsqu'il n'existe aucun tiers et que l'état du malade présente un péril imminent pour sa santé, un seul certificat médical établi par un médecin extérieur à l'établissement suffira pour admettre cette personne.
- l'admission en cas d'urgence : lorsqu'il existe un cas d'urgence à admettre cette personne en soins psychiatriques, il suffira d'une demande de tiers manuscrite et un certificat médical.

#### Soins sur décision du représentant de l'État
L'admission en soins psychiatriques sur décision du représentant de l'état (SPDRE, ancien « HO » et « placement d'office ») s'effectue s'il existe une personne dont les troubles nécessitent des soins et qu'il existe un danger pour la sûreté des personnes ou une atteinte grave à l'ordre public, le maire (de façon provisoire et uniquement lorsqu'il y a un danger pour la sûreté des personnes) ou le préfet, peuvent prendre un arrêté à l'appui d'un certificat médical établi par un médecin extérieur à l'établissement d'accueil afin d'admettre cette personne.

### Québec

#### Dispositions générales
Les règles du Code civil du Québec concernant le consentement aux soins sont aux articles 11 à 25 C.c.Q.. La règle générale est à l'art. 11 C.c.Q., qui prévoit que « nul ne peut être soumis sans son consentement à des soins, quelle qu’en soit la nature, qu’il s’agisse d’examens, de prélèvements, de traitements ou de toute autre intervention ». Toutefois, il existe des exceptions à cette règle. L'art. 13 C.c.Q. prévoit qu'en cas d'urgence, le consentement aux soins médicaux n’est pas nécessaire lorsque la vie de la personne est en danger ou son intégrité menacée et que son consentement ne peut être obtenu en temps utile. L'art. 14 C.c.Q. prévoit que le mineur de moins de 14 ans peut être hospitalisé avec le consentement de ses parents. D'après l'arrêt Centre universitaire de santé McGill (CUSM—Hôpital général de Montréal) c. X, en vertu de l'article 16 (2) C.c.Q., une équipe médicale peut demander au tribunal de soumettre un mineur quatorze ans et plus à des soins médicaux qu'il refuse, dont des transfusions sanguines, même si ses parents refusent également.

#### Garde psychiatrique sans consentement
En droit québécois, la loi qui permet l'hospitalisation forcée est la Loi sur la protection des personnes dont l'état mental présente un danger pour elles-mêmes ou pour autrui. L'article 7 de cette loi autorise un médecin de mettre une personne sous garde préventive pendant plus de 72 heures, s'il est d'avis que l’état mental de cette personne présente un danger grave et immédiat pour elle-même ou pour autrui. L'hôpital doit déposer ensuite une requête à la cour pour hospitaliser la personne de force.
Les articles 26 à 31 du Code civil du Québec énoncent des règles de droit civil concernant la garde en établissement et l'évaluation psychiatrique. La règle générale de l'article 26 (1) C.c.Q. est que le consentement est nécessaire pour la garde dans un établissement psychiatrique. En vertu de l'art. 26 (2) C.c.Q. le titulaire de l'autorité parentale peut donner le consentement pour un mineur ; le curateur, le tuteur ou le mandataire peut donner le consentement pour un majeur qui ne peut manifester sa volonté. D'après l'art. 27 C.c.Q., le tribunal peut aussi ordonner la garde malgré l'absence de consentement s’il a des motifs sérieux de croire qu’une personne représente un danger pour elle-même ou pour autrui.

### Suisse
En Suisse, l'hospitalisation volontaire s'oppose à l'hospitalisation non volontaire qui requiert un certificat rédigé par un psychiatre dans les 48 heures qui suivent l'hospitalisation. Cette mesure oblige les médecins du conseil de surveillance psychiatrique qui est un organisme indépendant à se rendre sur le lieu de l'hospitalisation et à confirmer ou infirmer l'hospitalisation non volontaire.
Les conditions et la procédure sont réglées par les articles 426 à 439 du Code civil suisse.
Notons qu'il existe également la mesure d'internement dans le Code pénal suisse.
Dès 2013, l’internement forcé en régime d’hospitalisation sans consentement du colonel Mohamed El Ghanem à l'Hôpital de psychiatrie de Belle-Idée a été dénoncé par des militants. Selon la politicienne genevoise Chloé Frammery, qui a milité pour sa libération, il a été interné depuis 2013 jusqu'en 2023 au moins. En octobre 2024, elle contacte l'hôpital qui lui confirme que le colonel ne s'y trouve pas ou plus.

#### Australie
- Juridiction spécialisée du Queensland, Australie

#### Belgique
- Documents du Sénat depuis 1995
- « Discours juridique et discours psychiatrique. Aux sources de la loi de défense sociale » (Michel Van de Kerchove)

#### Conseil de l'Europe
- Recommandation 1235 (1994) relative à la psychiatrie et aux droits de l'homme (Assemblée parlementaire du Conseil de l'Europe)
- Livre blanc sur la protection des droits de l’homme et de la dignité des personnes atteintes de troubles mentaux, établi par un groupe de travail du Comité directeur pour la bioéthique (CDBI) du Conseil de l'Europe
- (en) European Court of Human Rights - mental disability cases
- (en) The European Convention on Human Rights and the rights of people with mental health problems and/or intellectual disabilities

#### France
- émission avec Philippe Clément, qui revient sur les HDT et HO

#### Nations unies
- Protection des personnes atteintes de maladie mentale et amélioration des soins de santé mentale (résolution du 17 décembre 1991)

#### Royaume-Uni
- Juridiction spécialisée de Grande-Bretagne et du Pays de Galles